# برايان ليندر
برايان ليندر هو سياسي أمريكي، ولد في 24 يناير 1972. نشط حزبياً في الحزب الجمهوري. وقد انتخب عضو مجلس نواب كنتاكي ‏.